# Ибрахим ибн Ташфин
Ибрахим ибн Ташфин (1131 — 1147) — четвертый эмир берберской династии альморавидов в 1146—1147 годах.

## Эмир
Сын Ташфина ибн Али. Он находился в Марракеше, столице альморавидов, когда в апреле 1145 года пришло известие о смерти его отца в Оране. Ибрахим был немедленно провозглашен эмиром, хотя, учитывая его молодость (ему должно было быть девять или десять лет) он был не в состоянии вести государственные дела и вскоре был смещен. Он должен был царствовать примерно два месяца до того, как его дядя по отцовской линии Исхак ибн Али занял престол. Исхак уже пытался захватить власть раньше: при поддержке своей матери он безуспешно пытался назначить себя наследником своего отца Али ибн Юсуфа, а не Ташфина ибн Али. Хотя тогда он потерпел неудачу, Исхак не отчаялся и смог занять престол, хотя ему самому было около пятнадцати или шестнадцати лет.
Считается, что Ибрахим погиб вместе с другими членами королевской семьи альморавидов после захвата Марракеша в конце марта 1147 года.